# Kommunen der skiftede ansigt
Kommunen der skiftede ansigt er en dansk dokumentarfilm fra 1973 instrueret af Per Larsen.

## Handling
Hvad er en kommune egentlig? Hvordan fungerer bystyret? Og hvordan vokser og fornyer en kommune sig uden at miste fodfæstet? Det forsøger denne film at svare på. En film om byfornyelse og byplanlægning i Herlev Kommune, der som en af Hovedstadens forstadskommuner i begyndelsen af 1970'erne har fremgang og vokseværk.